# 相福军
相福军(1981年4月26日—)，出生于山东济南，已经退役的中国足球运动员，司职前锋，曾效力于山东鲁能泰山、长春亚泰、青岛海利丰等球队。

## 职业生涯

### 俱乐部
- 2000年进入山东鲁能泰山一队，但出场机会不多。
- 2001年的九运会中为山东足球代表队打进5球，获得全运会金靴。
- 2003年被租借到长春亚泰一年。
- 2005年加盟青岛海利丰。

### 国家队
- 曾入选中国国青队。